# Torsten Schulz (Volleyballspieler)
Torsten Schulz (* 2. Februar 1969) ist ein ehemaliger deutscher Hallen- und Beachvolleyballspieler.

## Karriere Halle
Torsten Schulz begann 1982 mit dem Hallenvolleyball in der DDR-Sportschule TSC Berlin. In der Saison 1994/95 spielte der Zuspieler beim Bundesligisten SCC Berlin. Nach einem Intermezzo beim Ligakonkurrenten Dürener TV und einer Spielzeit beim FLL Agde (Frankreich, Bundesliga) kehrte er 1997 wieder zurück zum SCC und wurde als Universalspieler eingesetzt. 2001 wechselte Schulz nach Bayern zum ASV Dachau, wo er von 2002 bis 2005 Cheftrainer war und danach die zweite Mannschaft betreute.

## Karriere Beach
Seit 1992 spielte Torsten Schulz auch im Beachvolleyball. Seine Partner waren in Berlin David Schüler, André Fröhlich, Uwe Körner, Dirk Oldenburg und Andreas Scheuerpflug sowie in Dachau Norbert Kunstek und Dirk Taubert, mit dem er 2007 Bayerischer Meister wurde.

## Berufliches
Torsten Schulz ist gelernter Bürokaufmann und arbeitet heute als Projektmanager in München.